# James Samuel Coleman
James Samuel Coleman (12. května 1926 – 25. března 1995) byl americký sociolog. Byl žákem Paula Felixe Lazarsfelda a stoupencem teorie racionální volby. Coleman vybočoval z řady amerických sociologů své generace, jelikož se zabýval jak empirickým výzkumem, tak konstruováním vlastních teorií. Jeho práce se rovněž vyznačovala širokým okruhem zájmu, nejznámější je však pro svou práci týkající se školství, dospívání a mládeže a je rovněž průkopníkem využívání matematických modelů v sociologii. Po většinu svého profesního života působil na univerzitě v Chicagu a v roce 1991 se stal prezidentem American Sociological Association (ASA).

## Původ a mládí
Jako syn Jamese a Maurine Colemanových strávil své rané mládí v Bedfordu ve státě Indiana, záhy se však rodina přestěhovala do Louisville v Kentucky. Po absolvování střední školy narukoval během druhé světové války do amerického námořnictva. V roce 1949 získal na Purdueově univerzitě bakalářský titul z chemického inženýrství, v té době se však již začal zajímat o sociologii, kterou se posléze vydal studovat na Kolumbijskou univerzitu v New Yorku, kde z ní v roce 1955 získal doktorát.

## Práce
V roce 1959 začal Coleman vyučovat na Univerzitě Johnse Hopkinse, v průběhu svého života přednášel ještě na univerzitách ve Stanfordu a v Chicagu. Ve své počáteční výzkumné činnosti se soustředil zejména na období dospívání a na různé neformální společenské systémy, které jej ovlivňují, a zajímal se, kde se tyto systémy dostávají do konfliktu s hodnotami institucionalizovaného vzdělávání.

### Coleman Report
Coleman report (Colemanova zpráva) byla sociologická studie, vydaná roku 1966 na popud americké vlády pod názvem Equality of Educational Opportunity. Zkoumaný vzorek sestával z téměř 650 000 studentů a učitelů na 3 000 školách. Tato studie nastolila způsob šetření, který byl později napodobován mnoha dalšími výzkumníky a její výsledky z velké části utvářely desegrační politiku v rámci amerického školství.
Studie začínala převratnou, značně kontroverzní premisou, že rovnost příležitostí by měla být hodnocena rovností výsledků spíše než rovností vstupních podmínek. Coleman se svým týmem tedy sbíral data nejen o vzdělávacích prostředcích dostupných různým studentům (výdaje na jednoho žáka, velikost školní knihovny atd.), ale i o jejich akademických výsledcích. Bylo tak možné zodpovědět otázku nakolik, případně jakým způsobem, jsou školy schopné překonat nerovnosti (zejména ty odvíjející se od rasového původu) se kterými žáci do škol přicházeli. Coleman sám tvrdil, že nejdůležitější zjištění, které studie přinesla, byla dvě. Zaprvé se ukázalo, že rozdíly v kvalitě škol samotných souvisí s úrovní vzdělání jednotlivých žáků pouze minimálně. Rozdíly v rodinném zázemí naopak vykazovaly velmi těsný vztah s akademickými úspěchy studenta. Zadruhé ze studie vyplývá, že na studijní výsledky daného žáka nemá vliv pouze jeho osobní pozadí, nýbrž i rodinný původ ostatních studentů v jeho okolí.
Závěry Colemanovy zprávy byly později různými způsoby dezinterpretovány, nejčastěji tvrzeními, že škola v rozvoji člověka nehraje žádnou důležitou roli. Paradoxně právě sám Coleman ve svých dalších pracích zkoumal,v jakých ohledech jsou školy důležité, případně jak se dá jejich vliv na životy žáků navýšit. Mezi tyto další práce patří například High School Achievment (1982) a The Impact of Communities (1987), kde srovnává veřejné a soukromé školství.

### The Foundations of Social Theory
V díle The Foundations of Social Theory (Základy sociální teorie) z roku 1990 se Coleman věnuje teorii sociálního kapitálu, sadě zdrojů v rodinných vztazích a sociálních komunitních kruzích. Coleman věřil, že sociální kapitál je užitečný pro kognitivní či sociální vývoj dítěte, resp. mladistvého. V textu se zmiňuje o třech hlavních typech kapitálu: lidském, fyzickém a sociálním.
Lidský kapitál se zakládá na dovednostech, znalostech a zkušenostech jedince, které určují jeho hodnotu ve společnosti. Fyzický kapitál má původ ve vlastnění hmotných (fyzických) statků využitelných k výrobě dalších statků. Dohromady se sociálním kapitálem pak tyto tři typy investic tvoří tři hlavní aspekty výměny kapitálu ve společnosti.
Podle Colemana se sociální a lidský kapitál může často vzájemně doplňovat. Pomocí jistých dovedností, znalostí a zkušeností totiž může jedinec nabýt svůj sociální status a následkem toho i více sociálního kapitálu.
Výměna kapitálu pak podle Colemanovo teorií závisí na povinnostech a očekáváních. Situaci, kdy někomu prokazujeme laskavosti, popisuje pomocí kreditových kuponů. Pokud od nás někdo potřebuje laskavost, v podstatě nám tak dává kreditový kupon značící, že za patřičnou laskavost či službu bude následovat odměna v jistém rozsahu. A aby se laskavost mohla v budoucnu opakovat, mluví Coleman o dvou nezbytných podmínkách. Dle první musí být ve společenském prostředí dostatečná úroveň důvěry, aby byla zachována víra ve splnění povinnosti odměny. Podle druhé musí jedinec brát v potaz ještě právě rozsah takové povinnosti.
Zatímco sociální kapitál drží svou hodnotu ve využitelnosti, jedná se o kapitál těžce vyměnitelný. Coleman současně s tím zkoumal myšlenku relativního kapitálu a věřil, že hodnota kapitálu je závislá na sociálním prostředí jedince a jedinci samotném. Na základě toho se potom mění i hodnota lidského a fyzického kapitálu.
Investici do sociálního kapitálu považuje Coleman jako složitější než investici do lidského či fyzického kapitálu. Investice do fyzického kapitálu je podle něj většinou dobré rozhodnutí jak finančně, tak ekonomicky. Investice do lidského kapitálu pak ústí v pozitiva v podobě zvýšení inteligence člověka a rozsahu jeho zkušeností. Mezitím ovšem investice do sociálního kapitálu nepůsobí tolik atraktivně; pokud podle Colemana investuje jedinec do sociálního kapitálu, neinvestuje nutně do sebe samotného, ale do společenské struktury, v níž se kapitál nachází. A ta až obratem odmění ty jedince a skupiny, kteří jsou součástí takové struktury.